# Erich Schneider (Politiker, 1933)
Erich Schneider (* 2. August 1933 im Weiler Pritschenhof der Gemeinde Altersberg; † 8. Februar 2024 in Burgstetten) war ein deutscher Politiker der CDU.

## Leben und Beruf
Schneider wurde als Sohn eines Landwirts und Holzhauers geboren. Der Vater starb zwei Jahre nach seiner Geburt. Als Kind erlebte Schneider die Bombardierung und weitgehende Zerstörung von Kirchenkirnberg durch die US-Luftwaffe 1945. Schneider besuchte die Volks- und Fachschule, die er mit der Fachhochschulreife abschloss. Dann begann er eine Ausbildung für den gehobenen nichttechnischen Verwaltungsdienst, die er als Diplom-Verwaltungswirt (FH) abschloss. Ausbildungsstationen waren die Rathäuser in Frickenhofen und Haubersbronn, später das Landratsamt in Waiblingen.
1956 begann Schneider eine Beamtentätigkeit als Stadtinspektor bei der Stadt Gaildorf. Schon vier Jahre später wurde er zum Bürgermeister der Gemeinde Burgstall gewählt. Auch die nach der Gemeindereform neu gebildete Gemeinde Burgstetten führte er als Bürgermeister bis 1979 an.

## Partei und Ämter
In den 1960er Jahren schloss sich Schneider der CDU an. 1968 wurde er als Abgeordneter in den Landtag von Baden-Württemberg gewählt. 1971 zog er auch in den Kreistag des Landkreises Backnang bzw. später des Rems-Murr-Kreises ein, dem er bis 1989 angehörte.
Im Landtag wurde er 1976 stellvertretender Fraktionsvorsitzenden der CDU, die damals von Erwin Teufel geführt wurde. Nachdem Schneider 1979 sein Bürgermeisteramt aufgegeben hatte, widmete er sich ganz der Politik im Landtag und wurde 1982 nach dem Rücktritt Lothar Gaas zum Präsidenten des Landtags gewählt. In diesem Amt wurde er auch nach den Landtagswahlen 1984 und 1988 bestätigt. Bei der Landtagswahl 1992 verzichtete Schneider auf eine neue Kandidatur. Er schied somit aus dem Landtag aus. Zu seinem Nachfolger wählte der Landtag einen seiner beiden Stellvertreter, Fritz Hopmeier.

## Sonstige Ämter und Auszeichnungen
Schneider wurde 1992 zum ehrenamtlichen Präsidenten des Christlichen Jugenddorfwerks Deutschland (CJD), das im württembergischen Ebersbach an der Fils seinen Verwaltungssitz hat, gewählt. Dieses Amt führte er bis 2008 aus. Zu Ehren von Schneider hat das CJD 2008 den CJD-Erich-Schneider-Preis ausgelobt. 1987 erhielt er die Verdienstmedaille des Landes Baden-Württemberg und 1992 das Große Bundesverdienstkreuz mit Stern und Schulterband. Zudem war er Träger der Staufermedaille in Gold. Er war auch in mehreren Gremien bzw. Vereinen ehrenamtlich tätig. So war er von 1979 bis 1983 Mitglied im Rundfunkrat des damaligen Süddeutschen Rundfunks. Ferner war er ab 1985 als Vizepräsident der Versammlung der Regionen Europas, im Stiftungsrat des AMSEL-Förderkreises, als Gründungsmitglied der Gartenfreunde Burgstetten und Umgebung und im Landesvorstand des Landesverbands der Gartenfreunde, dessen Ehrenmitglied er war, tätig. 2008 erhielt er den Hoffnungsträger-Preis des Altpietistischen Gemeinschaftsverbandes. Schneider war Träger der Brenz-Medaille in Silber. Er engagierte sich für das ostafrikanische Land Burundi und hat den Erich-Schneider-Stiftungsfonds für Burundi gegründet.

## Familie und Privates
Schneider war praktizierender evangelischer Christ, verheiratet und hatte zwei Söhne und eine Tochter.